# NGC 2146A
NGC 2146A في الفهرس العام الجديد، هي مجرة، تقع في كوكبة الزرافة. اكتشفت .

## روابط خارجية
- NGC 2146A على موقع ويكي سكاي: DSS2, SDSS, GALEX, IRAS, Hydrogen α, X-Ray, Astrophoto, Sky Map, Articles and images